# Temnora maculatum
Temnora maculatum är en fjärilsart som beskrevs av Rothschild 1894. Temnora maculatum ingår i släktet Temnora och familjen svärmare. Inga underarter finns listade i Catalogue of Life.